# 萊瑟姆 (堪薩斯州)
萊瑟姆（英語：Latham）是一個位於美國堪薩斯州巴特勒縣的城市。

## 地方資料
根據2020年美國人口普查的數據，萊瑟姆的面積為0.56平方千米，當中陸地面積為0.56平方千米，而水域面積為0.00平方千米。當地共有人口96人，而人口密度為每平方千米171.43人。